# Citrín
Citrín je žlutá, zlatožlutá až žlutozelená varianta křemene. Zbarvení také odpovídá název, který je odvozen od slova „citrón“.
Původ zabarvení stále nebyl uspokojivě vyřešen. U části citrínů je barva způsobena malým množstvím hlinitých iontů ve struktuře – obdobně jako u záhnědy, ale mechanizmus vzniku zabarvení je odlišný. Naopak dlouho uznávaná teorie o zbarvení vlivem trojmocného železa ve struktuře byla prokázána jako nepravdivá. Zbarvení železem je vždy oranžové a nikoliv žluté, zlaté či žlutozelené, jako u pravých citrínů.
Podle definice nejsou křemeny s povlaky či inkluzemi oxidů železa (hematit, limonit) považovány za citrín.

## Popis a užití
V přírodě nacházené citríny tíhnou k bledým odstínům žluté, někdy s kouřovým či lehce nazelenalým zabarvením. Sytost tónů kamene je ovlivňovaná množstvím barevných center – s jejich narůstajícím množstvím se barva prohlubuje. Citrín se na trhu objevuje od nejníže ceněných citrónových odstínů po drahé zlatooranžové a nádherně zlatohnědé variace. Sytě oranžové kameny s červenými odlesky se označují jako „madeiry“ a samozřejmě patří k nejžádanějším. K dražším se řadí i tzv. „palmeiry“, které zaujmou oranžově jantarovým zbarvením. Některé přírodní citríny mohou přecházet do záhnědy či mohou srůstat se záhnědami.
Přírodní, bledě žlutý citrín je obvykle vzácný; většina citrínů na trhu jsou tepelně upravované ametysty. Vypálený ametyst má typicky oranžové zbarvení. Navíc použité ametysty obvykle pochází z vulkanických geod v Brazílii a Uruguayi, ale pravé citríny se v podobných geodách nikdy nevyskytují. Žíhané ametysty nebo synteticky vyrobené křemeny dopované Fe3+ vykazují dichroizmus, přírodní citríny ho však nemají.
Citrín se používal jako náhražka topazu a někdy byl nazýván „brazilským topazem“.

## Naleziště
Citríny v drahokamové kvalitě se nacházejí jen velmi vzácně. Nejlepší materiál se nalézá v Brazílii, Španělsku, na Madagaskaru a na území bývalého Sovětského svazu. U nás se nachází na západní Moravě, zejména v okolí Bobrůvky, Rousměrova a Kněževse i na Vysočině.